# Zornița, Haskovo
Zornița (în bulgară Зорница) este un sat în Obștina Haskovo, Regiunea Haskovo, Bulgaria.

## Demografie
Componența etnică a satului Zornița
     Turci (70,28%)
     Nicio identificare (29,71%)
     Altele (0%)
La recensământul din 2011, populația satului Zornița era de 249 locuitori. Din punct de vedere etnic, majoritatea locuitorilor (70,28%) erau turci. Pentru 29,71% din locuitori nu este cunoscută apartenența etnică.